# Lukas Nerurkar
Lukas Nerurkar (14 novembre 2003) è un ciclista su strada britannico che corre per il team EF Education-EasyPost.

## Biografia
È il figlio dell'ex maratoneta e mezzofondista Richard Nerurkar.

## Palmarès

### Strada
- 2021 (Juniores, una vittoria)

1ª tappa, 2ª semitappa Junior Tour of Yorkshire (Harrogate > Harrogate)
- 2023 (Trinity Racing, due vittorie)

2ª tappa Orlen Nations Grand Prix (Hatvan > Bükkszentkereszt)
5ª tappa Giro Next Gen (Cesano Maderno > Manerba del Garda)

#### Altri successi
- 2023 (Trinity Racing)

Classifica giovani Gran Camiño
- 2024 (EF Education-EasyPost)

Tour de Kyushu Kokura Castle Criterium
Classifica giovani Tour de Kyushu

## Piazzamenti

### Competizioni mondiali
- Campionati mondiali

Glasgow 2023 - In linea Under-23: 51º